# François Russo
Pour les articles homonymes, voir Russo.
François Russo, né le 28 juin 1909 à Paris et mort dans la même ville le 17 octobre 1998, est un historien des sciences et des techniques, épistémologue et théologien français.

## Carrière
Ancien élève de l’École polytechnique (X1929), François Russo complète sa formation par un doctorat en droit (1942). Il est conseiller à l’UNESCO, puis entre dans la compagnie de Jésus, où il devient rédacteur à la revue Étvdes.
Il a été, notamment, chef de la section « recherche scientifique et économie » de l’Institut de sciences économiques appliquées.

## Ouvrages
- Voir les notices sur le catalogue de la Bibliothèque nationale de France.

## Hommages
- Colloque en son honneur le 12 mai 2012 Paris-I Sorbonne[2]